# Reinhold Scheucher
Reinhold Scheucher (* 16. August 1937 in Pichling bei Köflach; † 28. September 2009 in Köflach) war ein österreichischer Politiker und von 1984 bis 1991 Abgeordneter der Sozialdemokratischen Partei Österreichs (SPÖ) zum österreichischen Nationalrat. 

## Karriere
Nach der Pflicht- und Berufsschule erlernte er den Beruf des Schlossers ab 1951 und legte die Gesellenprüfung 1954 ab. Nach Absolvierung einer zweijährigen Tageswerkmeisterschule für Maschinenbau an der Bundeslehranstalt für Maschinenbau und Elektrotechnik (BULME) in Graz/Gösting 1955–1957 wurde er Werkmeister. Dann wurde er Angestellter der Versicherungsanstalt des Österreichischen Bergbaues in Graz 1957 und schließlich Leiter der Organisationseinheit Innenrevision/Öffentlichkeitsarbeit.
Seine politische Karriere begann als Mitglied des Gemeinderates der Stadtgemeinde Köflach (1970–1987) und Stadtrat der Stadtgemeinde Köflach (1975–1985), wo er sich besonders für Fremdenverkehr und die Freizeitwirtschaft eingesetzt hat. Er war Mitglied des Stadtparteiausschusses der SPÖ Köflach (1957), Landesobmann-Stellvertreter der Jungen Generation Steiermark von 1970 bis 1972, Organisationsreferent der SPÖ-Stadtorganisation Köflach (1975–1977), Mitglied des Stadtparteivorstandes der SPÖ Köflach, Stadtparteivorsitzender-Stellvertreter der SPÖ Köflach 1977, Mitglied des Landesparteivorstandes der SPÖ Steiermark 1985, Bezirksvorsitzender der SPÖ-Bezirksorganisation Voitsberg 1987. Von 1. Oktober 1984 bis 28. Februar 1991 war Scheucher Abgeordneter zum österreichischen Nationalrat.

## Ehrungen
- Träger des Ehrenrings der Stadt Köflach